# بخش ارلوشم
بخش ارلوشم یکی از بخشهای بزل‌کونتری  در کشور سوئیس است.